# 조진희
조진희(曺珍姬, 1965년 8월 25일 ~ )은 대한민국의 제8·9대 서울특별시 동작구의원이었다.

## 학력
- 한양대학교 도시대학원 부동산학 박사

## 경력
- 상도커뮤니티복합문화센터 대표 및 상임이사
- 더불어민주당 동작구 갑 사회경제위원장
- 사단법인 미래도시포럼 문화위원장
- 사단법인 도시부동산융합학회 이사
- 사단법인 대한부동산학회 산업부회장
- 2018.07 ~ 2022.06 제8대 서울특별시 동작구의회 의원
- 2018.07 ~ 2020.07 제8대 서울특별시 동작구의회 전반기 의회운영위원회 위원
- 2018.07 ~ 2020.07 제8대 서울특별시 동작구의회 전반기 복지건설위원회 위원
- 2018.07 ~ 2020.07 제8대 서울특별시 동작구의회 전반기 예산결산특별위원회 위원장
- 2020.07 ~ 2022.06 제8대 서울특별시 동작구의회 후반기 의장
- 2020.07 ~ 2022.06 제8대 서울특별시 동작구의회 후반기 행정재무위원회 위원
- 2022.07 ~ 2024.07 제9대 서울특별시 동작구의회 의원
- 2022.07 ~ 2024.07 제9대 서울특별시 동작구의회 전반기 부의장
- 2022.07 ~ 2024.07 제9대 서울특별시 동작구의회 전반기 의회운영위원회 위원
- 2022.07 ~ 2024.07 제9대 서울특별시 동작구의회 전반기 행정재무위원회 위원
- 2022.10 ~ 2023.06 제9대 서울특별시 동작구의회 윤리특별위원회 위원
- 2024.07 ~ 2024.07 제9대 서울특별시 동작구의회 후반기 행정재무위원회 위원

## 선거법 위반
- 2024년 7월 16일 동작구의회 조진희 의원, 의원직 상실

## 역대 선거 결과
|  | 61.85% |

|  | 44.27% |